# Strafverteidiger (Zeitschrift)
Der Strafverteidiger (StV) ist eine juristische Fachzeitschrift im Bereich des materiellen und prozessualen Strafrechts und gilt in diesem Bereich als bedeutendes Publikationsorgan. Der Strafverteidiger erscheint seit 1981 und war die erste Zeitschrift, die sich im Schwerpunkt mit der Perspektive der Strafverteidigung befasste. Zum Beirat gehören Strafrechtler wie Kurt Groenewold, Gerhard Strate, Norbert Gatzweiler, Eberhard Kempf, Imme Roxin, Rainer Hamm und Michael Tsambikakis. Die Redaktion liegt bei Björn Gercke, Matthias Jahn, Helmut Pollähne, Lea Voigt und Dominik Brodowski.
Der Strafverteidiger erscheint im Verlag Wolters Kluwer Deutschland und wird im Offsetdruckverfahren hergestellt. Die monatliche Ausgabe hat durchschnittlich 60 Seiten und enthält neben Gerichtsentscheidungen Aufsätze, Entscheidungsanmerkungen und Rezensionen juristischer Fachliteratur. Der Leserkreis besteht vor allem aus Rechtsanwälten, Richtern und Staatsanwälten, aber auch aus Strafrechtslehrern und Studenten der Rechtswissenschaften.
Die Auflage liegt bei 1.900 Exemplaren.